# دار الحياة
دار الحياة للنشر و التوزيع هي الجهة المسؤلة عن نشر عدة صحف ومجلات سعودية. أهمها صحيفة الحياة.

## مطبوعات الدار
- الحياة (طبعة دولية).
- الحياة السعودية (طبعة سعودية).
- مجلة لها (أسبوعية).
- دارالحياة.كوم (حاضنة للخدمات الرقمية).